# Каваїсі Тацуґо
Каваїсі Тацуґо (10 грудня 1911 — 17 березня 1945) — японський плавець.
Призер Олімпійських Ігор 1932 року.